# Douglas Douglas-Hamilton
Douglas Douglas-Hamilton,14e duc de Hamilton et 11e duc de Brandon (3 février 1903, Pimlico, Londres – 30 mars 1973, Édimbourg) est un homme politique, militaire et pair britannique.
Il est un pionnier écossais de l'aviation, son survol de l'Everest en 1933 à partir de l'Inde a fait l'objet d'un film documentaire, Wings Over Everest, récompensé par un Oscar. Les photographies aériennes réalisées à cette occasion ont été utilisées pour préparer l'ascension de l'Everest par Edmund Hillary et Tanzing en 1953.